# Battaglia di Alcatraz
La battaglia di Alcatraz fu un tentativo di fuga avvenuto senza successo, tra il 2 ed il 4 maggio 1946, presso il penitenziario federale sull'isola di Alcatraz, dove persero la vita due guardie e tre prigionieri.

## Sequenza degli eventi

### Il rilevamento
Verso le 13:40 del 2 maggio 1946, mentre la maggior parte dei carcerati e delle guardie erano presso le officine, Bernard Coy - un ladro di banche che scontava una condanna di 26 anni ad Alcatraz - insieme ad altri 5 fuggiaschi (Sam Shockley, Marvin Hubbard, Joe Cretzer, Miran Thompson e Clarence Carnes) riuscì ad impossessarsi di un fucile Springfield M1903, rubandolo ad una guardia. I sei scavarono poi una galleria nel muro ritenuto fino ad allora impenetrabile e Coy riuscì ad allargare le sbarre, usando una specie di spranga metallica.
Coy aveva progettato questa fuga mentre stava scontando una temporanea condanna in uno dei blocchi D della prigione (celle d'isolamento), comunicando con Shockley, anch'esso in uno dei blocchi D, attraverso il linguaggio Morse. Quando il gruppo era ormai fuggito dall'officina attraverso la galleria, una guardia, che stava tornando per controllare la situazione del locale, si accorse per prima della loro scomparsa.
Coy non fu l'unico del gruppo armato di un fucile; nel frattempo anche Cretzer si era procurato una pistola Colt M1911, un mazzo di chiavi della prigione, alcuni bastoni, poi distribuiti agli altri quattro detenuti, e delle granate a gas. Il gruppo riuscì a raggiungere la porta recintata prima di arrivare alla spiaggia, dove arrivava quotidianamente una barca tra le 14:00 e le 14:30; portarono inoltre con loro anche alcune guardie come ostaggi (tra le quali Bill Miller e Harold Stites) che usarono come copertura per arrivare a San Francisco.

### Fuga fallita
Il tentativo di fuga si rivelò molto deludente, in quanto i prigionieri non avevano valutato la presenza di ulteriori guardie dall'altra parte dei recinti, che furono in grado di bloccare le serrature.

### La reazione
Una volta bloccate tutte le serrature, le guardie poterono raggiungere il gruppo di carcerati, con l'appoggio anche di personale di guardia sulle torri della prigione. Arrivarono in soccorso da San Francisco anche alcune unità della Polizia, della Guardia costiera, dell'Aeronautica militare e del corpo dei Marines, fornendo ulteriore assistenza. Lo scontro fra i carcerati in rivolta e le forze dell'ordine fu violenta con diversi detenuti feriti, anche gravemente. La rivolta andò avanti incessantemente per due giorni e costrinse gli ufficiali della prigione a togliere l'elettricità alla struttura carceraria. Uno dei fuggiaschi, Joe Cretzer, sparò ed uccise due delle guardie tenute in ostaggio. La sera del 2 maggio Bernard Coy, venne raggiunto da un colpo e ucciso da una guardia di vedetta.

### La fine
Le forze dell'ordine spinsero i carcerati armati in un angolo di un corridoio; qui furono affrontati dalle forze di polizia e circondati. Intorno alle 09:40 del 4 maggio, le guardie intimarono la resa anche a Joe Cretzer e Marvin Hubbard; i due non avevano alcuna intenzione di arrendersi e a seguito di una sparatoria furono entrambi uccisi. I marines, aiutati dal carcerato Robert Stroud, riuscirono alla fine ad avere la meglio e a sedare la rivolta, sotto la direzione del generale "Vinegar Joe" Stilwell. Gli altri tre partecipanti della rivolta, Carnes, Shockley e Thompson, furono portati nelle prigioni sotterranee prima della loro sentenza.

### La sentenza
Miran Thompson e Sam Shockley furono condotti a San Quentin e giustiziati tramite camera a gas, il 3 dicembre 1948. A Clarence Carnes furono riconosciuti le attenuanti per aver collaborato con le forze dell'ordine, e venne scarcerato nel 1973.